# Agostinho da Anunciação
Agostinho da Anunciação, O. Cristo (Alhandra, c. 1649 — Goa, 6 de julho de 1713) foi um frei da Ordem de Cristo e prelado português da Igreja Católica. Foi Arcebispo de Goa e participou do 10.º e 11.º Conselhos de Governo da Índia Portuguesa.

## Biografia
Nascido com o nome de Bartolomeu Carvalho da Fonseca, foi batizado na paróquia de Alhandra, próxima de Lisboa, em 18 de dezembro de 1649; era filho de Macedónio Pais de Carvalho e de Olaia da Costa. Em 10 de outubro de 1670, iniciou seu processo de entrada na Ordem de Cristo, quando é realizada a sindicância de genere vita et moribus. Estudou teologia na Universidade de Coimbra, onde terminou seu doutorado em 1679. Ali, também foi professor de conceitos e teologia.
Em 6 de março de 1690, foi confirmado como arcebispo de Goa, sendo consagrado em 29 de junho desse mesmo ano, na Igreja de São Roque de Lisboa, pelo cardeal Veríssimo de Lencastre, arcebispo-emérito de Braga, coadjuvado por Richard Russell, bispo de Viseu e por Simão da Gama, bispo do Faro.
Partiu de Lisboa em 25 de março de 1691, onde chegou a Moçambique em 31 de julho. Ali, crismou todos os nativos que ainda não tinham recebido este sacramento e doou muitas esmolas aos pobres. Partiu em direção à Índia em 20 de agosto, aportando em Mormugão e em Goa em 9 de setembro. Instalou-se no paço de Pangim em 13 de setembro. Foi visitá-lo o governador do Estado da Índia, Dom Fernando Martins Mascarenhas Lencastre, que lhe recomendou brevidade em realizar a sua entrada solene na Sé de Goa na qualidade de arcebispo. Poucos dias depois, não se sabe a data ao certo, fez sua entrada, mas sem a solenidade normalmente associada a este cerimonial.
Como arcebispo de Goa, visitou, pelo menos uma vez, as paróquias de Goa, Salsete (igrejas confiadas a jesuítas) e Bardez. Praticou muitas beneficências e cuidou dos mais necessitados, em especial as viúvas, órfãos e cativos. Informou o rei Pedro II sobre como se procedia ao cativeiro em carta de dezembro de 1696, denunciando a sua posição de atenção e cuidado para com as camadas mais desfavorecidas da população. Em 1698, autorizou a atividade da Congregação do Oratório na arquidiocese e, em 1699, escreve uma certidão à Companhia de Jesus declarando que durante a sua visita feita a Salsete, em 1697, tinha ouvido muitos religiosos doutrinando e pregando na língua nativa, o canarim. Contudo, ainda havia tanto com estes, como com os membros da Propaganda Fide conflitos jurisdicionais, o que levou a um conflito com o núncio apostólico para a Índia e China, o patriarca Charles-Thomas Maillard de Tournon.
Por dois períodos, entre 1691 e 1692 e entre 1701 e 1702, fez parte do Conselho de Governo Interino da Índia Portuguesa. No exercício de funções neste órgão, aconselhou, tomou decisões e manteve uma atitude vigilante em relação à navegação e defesa político-militar dos mares da Índia, participou e aconselhou a respeito das diligências necessárias à recuperação da praça de Mombaça, preocupou-se com questões econômico-comerciais, bem como com a colocação de agentes no território e a concessão de mercês. Além disso, interveio e procurou informar o rei a respeito dos conflitos que se desenrolaram na estrutura judicial burocrática do Estado da Índia, nomeadamente entre os desembargadores da Relação de Goa, logo no início da sua estadia em 1691.
Morreu em 6 de julho de 1713, em Goa.